# Majerz (hala)
Majerz – duża hala (w pasterskim rozumieniu) znajdująca się na grzbiecie i stokach Majerza w Pieninach Czorsztyńskich. Przebiega przez nią droga z Krośnicy do Niedzicy oraz odgałęziająca się od niej droga do Czorsztyna (a przy niej wiata dla turystów). Hala ciągnie się od przełęczy przełęczy Osice do zabudowań Czorsztyna i przełęczy Snozka Zamecka (około 1,8 km). Po południowej stronie stoki opadają do doliny Harczygrund, po północnej do Lasku (obecnie jest to obszar ochrony ścisłej).
Przez środek hali prowadzi główny graniowy szlak Pienin. Szlak oraz droga do Czorsztyna ma wysokie walory widokowe. Można z niej podziwiać m.in. łańcuch Tatr, Pieniny i Pasmo Lubania. Widoki z hali Majerz zachwalał w 1818 r. Jan Rostworowski w powieści Zamek na Czorsztynie.
W XVI wieku był tutaj folwark, wspominają o nim dokumenty z 1598 i 1632 r. Dawną królewszczyznę czorsztyńską kupiła od zaborcy rodzina Drohojowskich. Jeszcze w 1914 r. istniały tutaj gumna dworskie do przechowywania zboża i siana (...), stajnia, w której zimują owce, i domek, w którym mieszka czeladź. W okresie międzywojennym Majerz był własnością dworską, funkcjonowała na nim owczarnia. Po II wojnie światowej hala Majerz nie została rozparcelowana, lecz gospodarowała nią Rolnicza Spółdzielnia Produkcyjna Czorsztynianka. W 1992 roku halę i zabudowania wykupił Pieniński Park Narodowy. Dawny biurowy budynek ostatniego przedwojennego właściciela przebudowano i znajduje się w nim jeden z pięciu pawilonów Pienińskiego Parku Narodowego (przy wjeździe do Czorsztyna od strony hali). Na hali w dalszym ciągu prowadzony jest tzw. wypas kulturowy i jest na niej bacówka, w której można kupić wyroby z mleka owczego. Dzięki wypasowi hala nie zarasta lasem i zachowana zostaje różnorodność gatunkowa. W 2009 r. na hali odłowiono nowy dla Pienin gatunek chrząszcza z rodziny stonkowatych: Chaetocnema hortensis.
Na Spiszu majerzem nazywano koszary, w których trzymano na polu krowy przez sezon wypasowy, zaś majerem odpowiednika bacy (w odróżnieniu od niego nie zajmował się owcami, lecz krowami). Jest to spolszczenie słowackiego majer ‘folwark’ (od niem. Maierhof).
Hala Majerz znajduje się w granicach wsi Hałuszowa w województwie małopolskim, w powiecie nowotarskim, będąca sołectwem w gminie Krościenko nad Dunajcem.

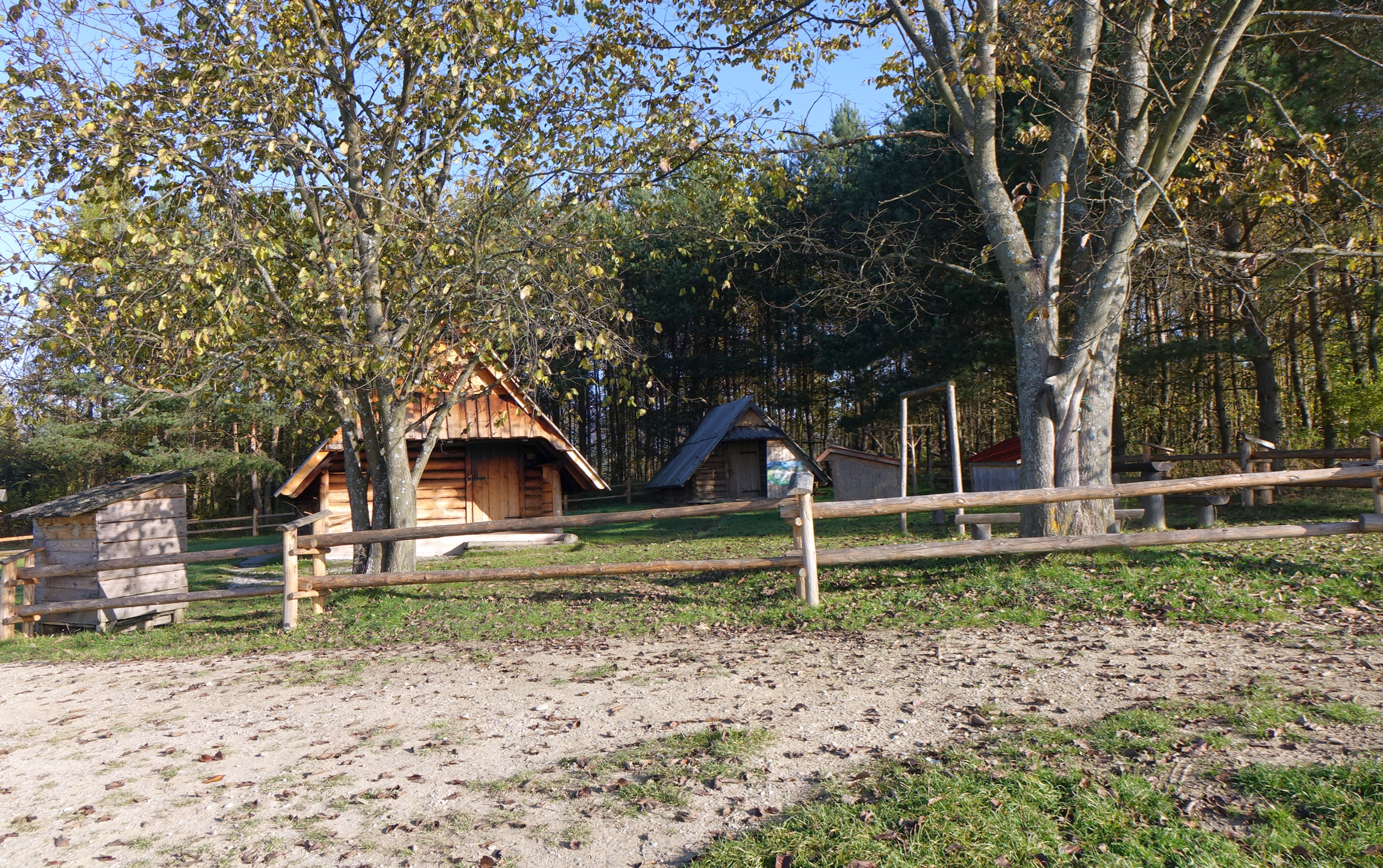
Bacówka
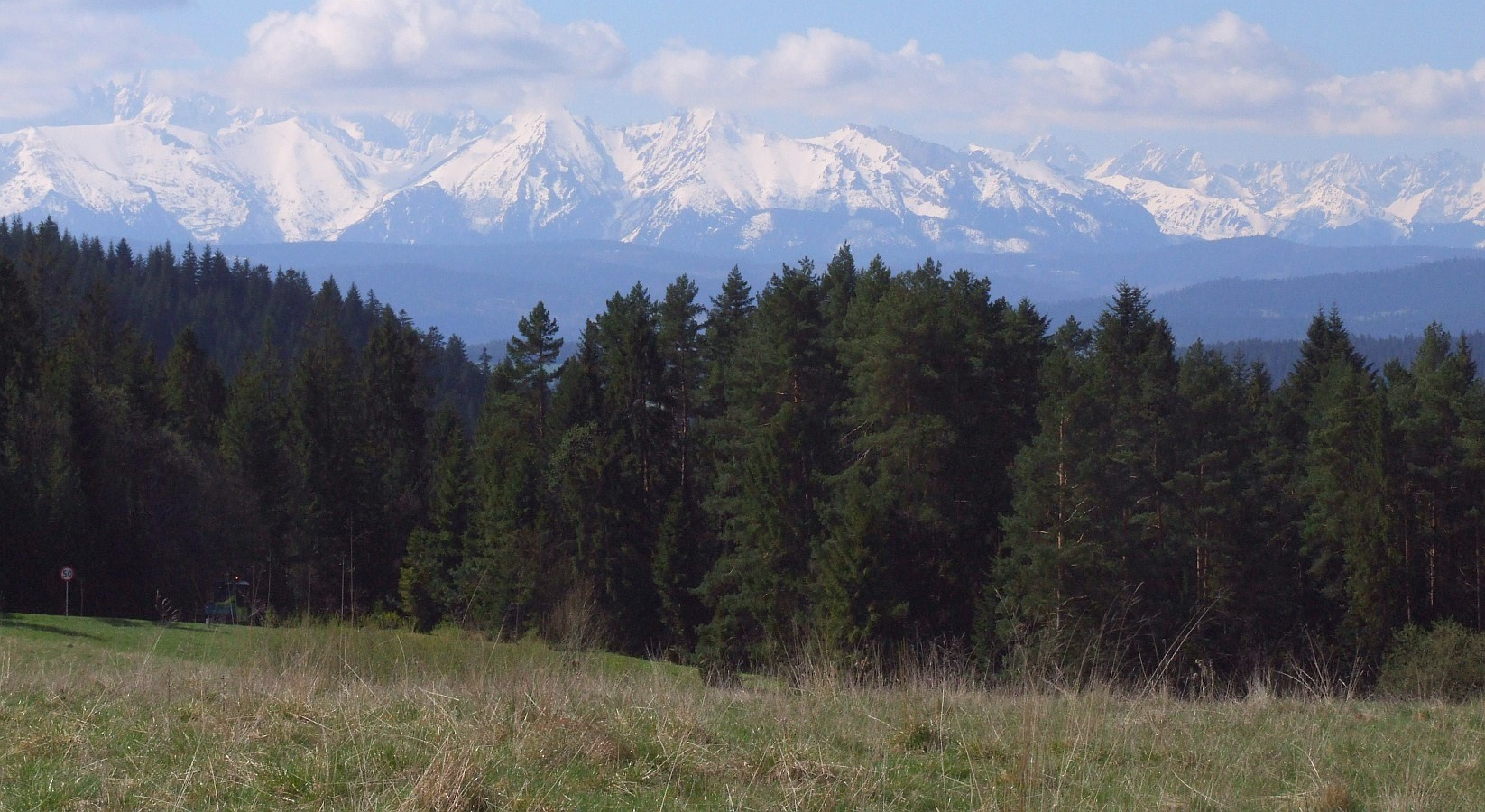
Tatry widziane z hali Majerz
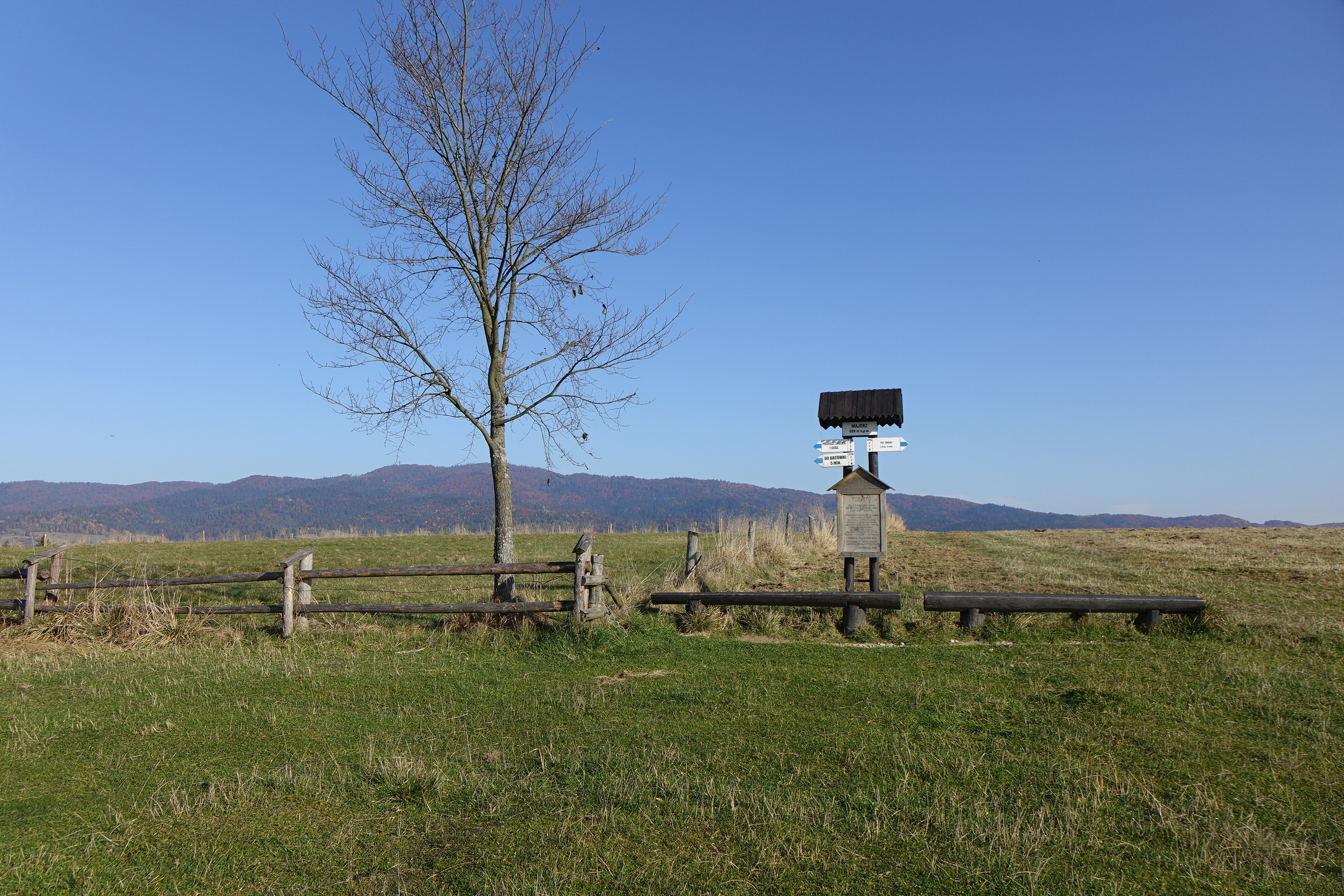
Widok na Pasmo Lubania
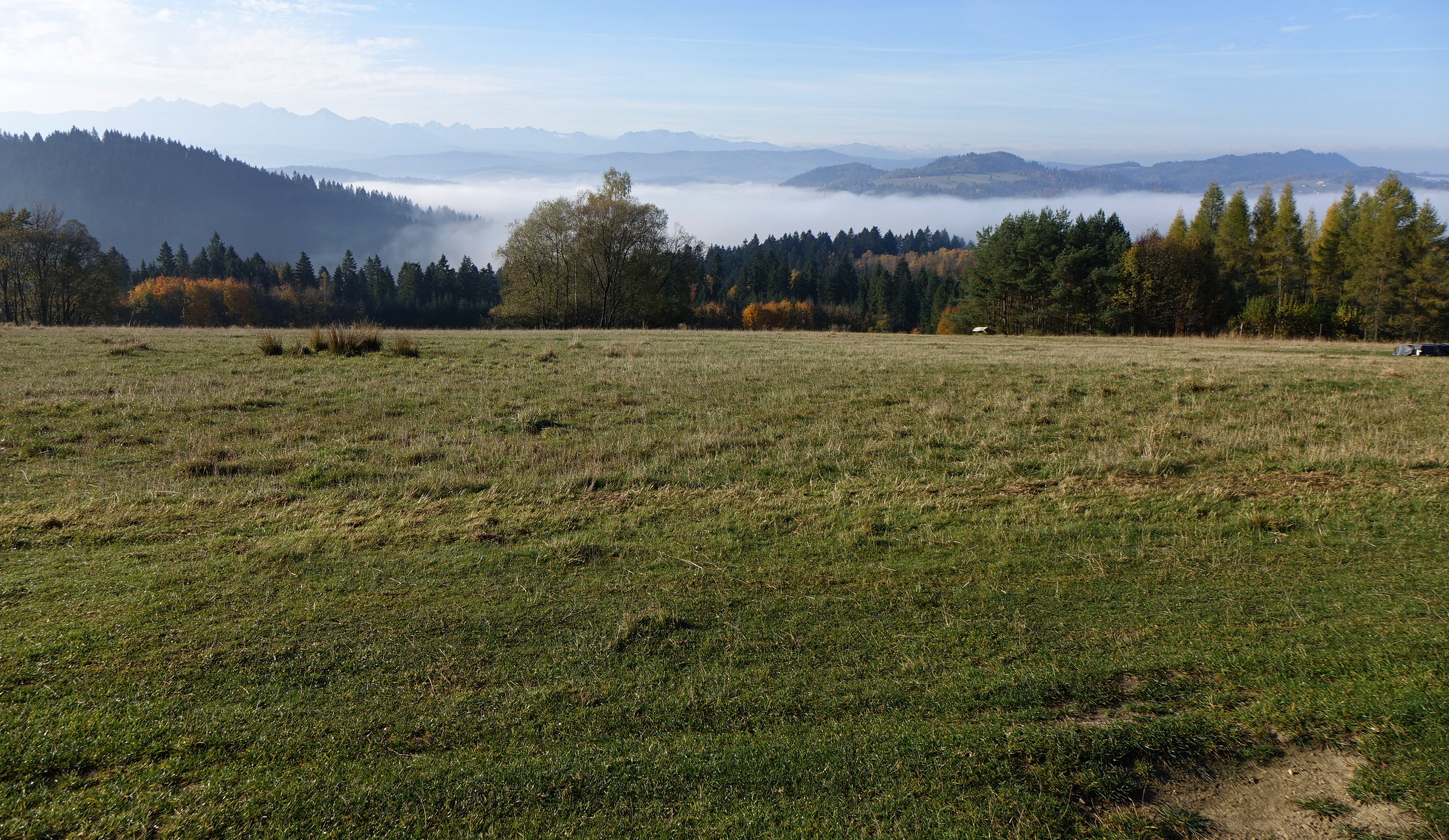
Widok na Magurę Spiską i Tatry

## Szlak turystyczny
Główny Szlak Pieniński: przez wierzchołek i całą halę Majerz na odcinku Czorsztyn – Trzy Korony. Czas przejścia: z Czorsztyna 15 min, z przełęczy Osice 15 min.